# بوب هايلاند
بوب هايلاند (بالإنجليزية: Bob Hyland)‏ هو لاعب كرة قدم أمريكية أمريكي، ولد في 21 يوليو 1945 في وايت بلينس في الولايات المتحدة.

## وصلات خارجية
- بوب هايلاند على موقع مرجع كرة القدم المحترفة.كوم (الإنجليزية)